# تيم تشيشولم
تيم تشيشولم (بالإنجليزية: Tim Chisholm)‏ هو لاعب كرة مضرب أمريكي، ولد في 31 أكتوبر 1969.